# Reckenroth
Reckenroth este o comună din landul Renania-Palatinat, Germania. Se află la o altitudine de 340 m deasupra nivelului mării. Are o suprafață de 3,48 km². Populația este de 245 locuitori, determinată în 31 decembrie 2023, prin actualizare statistică[*].
1. ↑  Alle politisch selbständigen Gemeinden mit ausgewählten Merkmalen am 31.12.2018 (4. Quartal) (în germană), Statistisches Bundesamt[*], arhivat din original la 10 martie 2019, accesat în 10 martie 2019